# Golmajería
Golmajería o golmajía es la denominación que se da a los dulces en La Rioja (España). El origen de la palabra es incierto, aunque muchos lo relacionan con reminiscencias musulmanas.
Los dulces con mayor tradición de La Rioja son los fardelejos de Arnedo, el mazapán de Soto de Soto en Cameros, los rollos y manguitos de Cervera de Río Alhama, la camuesada o sosiega de la Comarca de Cervera, los ahorcaditos y los molletes de Santo Domingo de la Calzada, el bodigo o harinosa de Aguilar del Río Alhama, la barrilla de Calahorra y los rusos de Alfaro.